# 大伴田村大嬢
大伴 田村大嬢（おおとも の たむら の おおおとめ、生没年不詳）は、大伴宿奈麻呂の娘。坂上大嬢・坂上二嬢の異母姉である。母は不詳。父の宿奈麻呂の田村の里に住んだため、「田村大嬢」と呼ばれる。
天平年間、叔父大伴稲公より恋歌を贈られるが、これは稻公の姉である大伴坂上郎女の代作。万葉集巻四、巻八に、異母妹坂上大嬢に贈った歌のみ九首残り、妹思いであったことがうかがわれる。